# Stoliczka-Dreizackblattnase

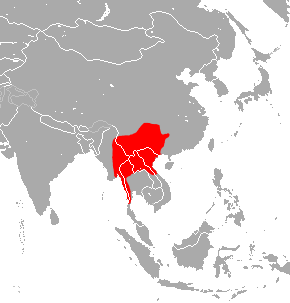
Skizze des Verbreitungsgebiets (Text beachten)

Die Stoliczka-Dreizackblattnase (Aselliscus stoliczkanus) ist ein in Asien verbreitetes Fledertier in der Familie der Rundblattnasen. Das Typusexemplar stammt von der malaiischen Insel Penang. Die Art ist nach dem Asienforscher Ferdinand Stoliczka aus Österreich benannt.

## Merkmale
Das auffälligste Kennzeichen ist ein aus drei Hautlappen bestehender oberer Teil des Nasenblattes, der einem Dreizack ähnelt. Die Art hat mit 33 bis 44 mm einen etwas kleineren Schwanz und mit etwa 7 g ein größeres Gewicht als die Temminck-Dreizackblattnase (Aselliscus tricuspidatus). Die Kopf-Rumpf-Länge beträgt 40 bis 50 mm, die Unterarme sind 39 bis 45,5 mm lang, die Länge der Hinterfüße ist etwa 10 mm und die Ohren werden 10 bis 13 mm lang. Die Oberseite ist mit rotbraunem Fell bedeckt, während die Unterseite grau bis hellgrau ist. Oft erscheinen Jungtiere dunkler. Die Stoliczka-Dreizackblattnase hat einen diploiden Chromosomensatz aus 30 Chromosomen.

## Verbreitung
Die Fledermaus lebt im südöstlichen China, östlichen Myanmar, Thailand, Laos, nördlichen Vietnam und erreicht aus der Malaiischen Halbinsel das nördliche Malaysia sowie zugehörige Inseln. Die Tiere halten sich im Flachland und Gebirge bis 1200 Meter Höhe auf. Sie bewohnen Wälder mit Kalksteinfelsen und besuchen Ackerland oder Gärten.

## Lebensweise
Kleinere Gruppen mit 10 bis 20 Mitgliedern ruhen am Tage in Höhlen, wobei die Exemplare etwas Abstand voneinander halten. Der Wert kann 23 cm erreichen. In größeren Höhlen können gleichzeitig andere Fledermäuse vorkommen. Die Stoliczka-Dreizackblattnase hält in der kalten Jahreszeit in tieferen Bereichen der Höhle Winterschlaf. Die Jagt auf Insekten findet oft im Unterholz statt, wobei die Fledermaus sehr wendig ist. Die Rufe zur Echoortung haben eine Frequenz von 120 bis 125 kHz. Als Beute dienen Schmetterlinge, Käfer, Schnabelkerfe, Libellen und andere Insekten. Die Fortpflanzung findet in zentralen Bereichen des Verbreitungsgebiets zwischen März und Juni statt.

## Gefährdung
Störungen am Ruheplatz durch Höhlentourismus, Holzfällerei oder Steinbrüche wirken sich negativ aus. In vielen Regionen Vietnams stellt der illegale Fang für den Konsum als Wildfleisch eine zusätzliche Bedrohung dar. Auf der Indochinesischen Halbinsel gibt es mehrere Schutzzonen, so dass die Gesamtpopulation nur leicht abnimmt. Die IUCN listet die Stoliczka-Dreizackblattnase als nicht gefährdet (least concern).